# La collina dei conigli (miniserie televisiva)
La collina dei conigli (Watership Down) è una miniserie animata diretta da Noam Murro e pubblicata da Netflix in collaborazione con BBC il 23 dicembre 2018. È basata sul romanzo omonimo scritto da Richard Adams nel 1972. La storia narra di un gruppo di conigli che fuggiti dalla propria conigliera intraprende un viaggio per cercare un posto migliore in cui poter vivere. La serie si divide in quattro episodi della durata di 50 minuti l'uno.

## Trama

### Prima puntata
La storia ha inizio con il racconto della mitologia dei conigli che narra di Frits (il sole) e della creazione del mondo, in particolare di El-ahrairà, capostipite dei conigli, e dei doni che la sua razza ha ricevuto per sfuggire agli elil, i suoi innumerevoli nemici. Nella conigliera di Sandleford, nel sud dell'Inghilterra, vivono i due fratelli Moscardo e Quintilio, che possiede poteri profetici. Una sera, ha un sogno che gli anticipa la distruzione della conigliera. A seguito di ciò, tentano di avvisare il Capo Coniglio, senza successo. Pertanto, tentano di evacuare per conto proprio la conigliera, informando del pericolo anche Rugiada, giovane coniglia di cui Moscardo è invaghito. All'appuntamento quella notte, tuttavia, si presentano solo quattro conigli: Mirtillo, Dente di Leone, Smerlotto e Campanula. Prima che possano fuggire, vengono raggiunti da un gruppetto dell'Ausla guidato dal Capitano Pungitopo, che intende arrestarli. In loro aiuto, però, giunge Parruccone (o Sglaili), il coniglio più forte della conigliera, che mette in fuga gli altri. Il piccolo gruppo di conigli fugge nel bosco inseguito dall'intera Ausla e riesce a fuggire grazie all'ingegno di Mirtillo, che gli permette di attraversare il fiume su di una zattera di fortuna.
La mattina dopo, Campanula proclama Moscardo "Capo Coniglio", ma Parruccone e Smerlotto non credono pienamente in lui, per via della sua inesperienza. Attraversando una strada, Nocciolo e Quintilio osservano per la prima volta le macchine (hrududu) dell'uomo e, notando un riccio investito, vengono messi sull'avviso da Parruccone che di notte gli animali abbagliati dai fanali muoiono schiacciati. La notte seguente, lungo il viaggio, Quintilio nota una collina il lontananza e afferma che quella sarà loro nuova casa. Passano la notte in una vecchia chiesa diroccata e vengono attaccati da uno stormo di cornacchie. Dente di Leone decide di fare da esca per allontanarle dal gruppo e viene quasi ucciso, salvato all'ultimo da Parruccone, che sgozza la cornacchia. Parruccone, in preda alla collera, inveisce contro Moscardo, affermando che lui non ha le doti del capo. La mattina dopo, il gruppetto riceve la visita di un coniglio particolarmente grande e possente di nome Primula Gialla, che li invita alla sua conigliera. Contro i consigli di Quintilio, Moscardo accetta l'invito. Qui notano che, nonostante le dimensioni della conigliera, i conigli che vi abitano (oltre essere tutti spropositatamente grandi) non sono in tanti. Qui, il gruppo conosce Ribes, una coniglia allegra e vivace, che offre loro la sua amicizia.
Contro gli avvertimenti di Quintilio, il gruppo inizia ad assuefarsi alla vita in quella conigliera: tane grandi e spaziose, lattuga e carote fresche in abbondanza. Solo a questo punto, tutti riconoscono Moscardo come capo. Durante, tuttavia, una novella da Campanula, nessuno dei grandi conigli sembra gradire. Successivamente, un altro coniglio, Cinquefoglie, narra un poema, che fa accapponare la pelle a Quintilio, mettendolo in fuga. Moscardo lo insegue e, irato, inizia a dubitare delle sue capacità, affermando di aver lasciato Rugiada senza motivo. Quintilio, a quel punto, informa il fratello che è stata lei ad informare Pungitopo del piano di fuga. Gli dice, inoltre, che lui è un buon capo solo perché ha avuto fiducia in loro. Solo allora, Moscardo decide di andare via. A quel punto, Parruccone li caccia e, una volta allontanatosi, finisce in una trappola. Moscardo e Quintilio tentano di liberarlo, mentre gli altri vengono trattenuti da Primula Gialla, che afferma che "un giorno in meno per uno vuol dire uno in più per gli altri". Una volta libero, Parruccone e gli altri decidono di andare alla collina. A loro si unirà anche Ribes, che si rende conto della vita insensata condotta in quella conigliera.
Durante il viaggio, Moscardo intravede una coniglia in una gabbia all'interno d'una fattoria e se ne innamora a prima vista. Tuttavia, fugge subito dopo aver incrociato lo sguardo con lei. Una volta giunti alla collina, il gruppo è pronto a fondare una nuova conigliera sotto la guida di Moscardo. Quella notte, a loro si presenta un coniglio ferito: il capitano Pungitopo, che li informa della distruzione di Sandleford, confermando la visione di Quintilio, e che nessuno è al sicuro. La scena finale mostra un'altra conigliera nelle vicinanze, in cui un coniglio informa un altro coniglio guercio, affermando di aver perso le tracce di un gruppetto. L'ordine dell'altro è di trovare quei conigli e di lasciarne in vita uno per interrogarlo.

### Seconda puntata
Pungitopo racconta a Moscardo di essere riuscito a scampare alla distruzione della conigliera e di aver incontrato durante il suo viaggio un coniglio dagli orecchi lacerati, che lo incita a fuggire dagli "Efrafani". Frattanto, alla conigliera, i maschi hanno problemi a scavare le tane: i maschi non scavano, le femmine sì. Pertanto, si rendono conto di aver bisogno di femmine. Quella sera, alla conigliera giunge Kehaer, un gabbiano ferito ad un'ala. Moscardo incita gli altri ad aiutarlo, in modo che volando possa scovare altre conigliere. Smerlotto e Dente di Leone cominciano, intanto, a lottare per Ribes. Kehaar non intende aiutare i conigli e, per questo, Moscardo decide di andare alla fattoria insieme a Quintilio e Parruccone per liberare le femmine in gabbia.
Frattanto, Pungitopo, Mirtillo e Campanula, informati da Kehaar di un'altra conigliera nelle vicinanze, decidono di recarvisi per richiedere alcune femmine. Ribes, aiutata da Smerlotto e Dente di Leone, ha intanto completato gli scavi delle tane. Il primo tentativo di fuga dalla fattoria va a vuoto. Intanto, il gruppo di Pungitopo viene catturato da un coniglio di Efrafa chiamato Capitano Felce, che li conduce alla sua conigliera.

## Doppiaggio
| Personaggio         | Doppiatore originale     | Doppiatore italiano  |
| ------------------- | ------------------------ | -------------------- |
| Moscardo            | James McAvoy             | Stefano Crescentini  |
| Quintilio           | Nicholas Hoult           | Fabrizio De Flaviis  |
| Parruccone          | John Boyega              | Luca Mannocci        |
| Generale Vulneraria | Ben Kingsley             | Dario Penne          |
| Mirtillo            | Miles Jupp               | Franco Mannella      |
| Smerlotto           | Mackenzie Crook          | Edoardo Stoppacciaro |
| Campanula           | Daniel Kaluuya           | Francesco Cavuoto    |
| Dente di Leone      | Daniel Rigby             | Nanni Baldini        |
| Ribes               | Olivia Colman            | Francesca Fiorentini |
| Capitano Pungitopo  | Freddie Fox              | Patrizio Cigliano    |
| Cedrina             | Gemma Arterton           | Domitilla D'Amico    |
| Kaisentlaia         | Anne-Marie Duff          | Ilaria Latini        |
| Kehaar              | Peter Capaldi            | Pasquale Anselmo     |
| Nerigno             | Henry Goodman            | Gianni Giuliano      |
| Ortica              | Charlotte Spenser        | Veronica Puccio      |
| Thethuthinnea       | Rosie Day                | Joy Saltarelli       |
| Capitano Garofano   | Lee Ingleby              | Alessio De Filippis  |
| Primula Gialla      | Rory Kinnear             | David Chevalier      |
| Capitano Felce      | Jason Watkins            | Ambrogio Colombo     |
| Capitano Verbasco   | Adewale Akinnuoye-Agbaje | Roberto Draghetti    |
| Sergente Sulla      | Craig Parkinson          | Stefano Santerini    |
| Trearà              | Tom Wilkinson            | Franco Zucca         |
| Signor Cane         | Murray McArthur          | Vladimiro Conti      |

## Accoglienza
La serie è stata valutata generalmente in modo positivo ricevendo un 76/100 sul sito Metacritic con i recensori che lodano il lavoro del doppiaggio, sia nella versione originale che in quella italiana (in particolare, l'interpretazione di Dario Penne come generale Vulneraria), e della trama della serie, più fedele al libro rispetto al film animato del 1978, a discapito però di un comparto grafico che, seppur presenti buoni scorci, non riesce a convincere appieno in molte parti della serie.

## Trasmissione

### Colonna sonora
Il tema musicale di apertura di Watership Down è il brano Fire on Fire dei Sam Smith, Il 20 dicembre 2018 è stata pubblicata digitalmente la colonna sonora della prima stagione della serie animata.

### Tracce
La seguente è una lista delle canzoni utilizzate nel serie televisiva:
1. Sam Smith – Fire on Fire – 4:06 (Sam Smith)